# Hulsen (Geulle)

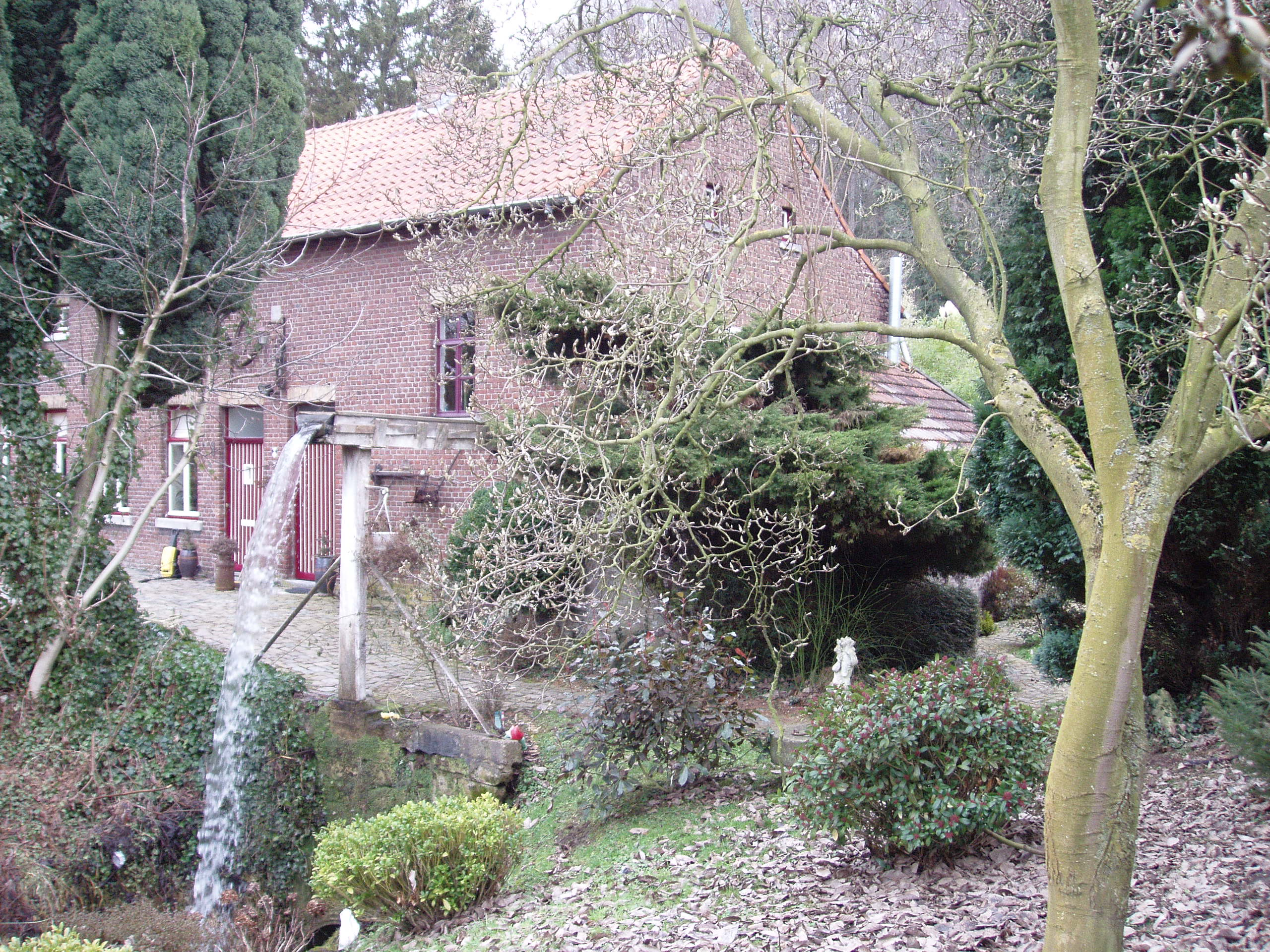
Molen van Hulsen

Hulsen (Limburgs: Hulze) is een buurtschap van Geulle in het noordwesten van de gemeente Meerssen in de Nederlandse provincie Limburg. De buurtschap ligt tussen het Julianakanaal en de spoorlijn Maastricht - Venlo. Hulsen is in feite de hoofdkern van het dorp Geulle en het centrum van de voormalige gemeente Geulle. Hulsen bestaat uit een twaalftal straten en een marktplein en had in 2012 ongeveer 785 inwoners.

## Geografie
Hulsen ligt in het Maasdal aan de voet van de hellingen van het Centraal Plateau dat aan de oostzijde van het dorp oprijst. Op de hellingen ligt het Bunderbos waarin talrijke bronnen ontspringen die verschillende beken voeden, waaronder van noord naar zuid de Zandbeek, Renbeek, Molenbeek, Snijdersbeek, Stommebeek, Waalsebeek en Heiligenbeek. Door Hulsen stroomt de Molenbeek die in het dorp grotendeels overkluisd is. Op deze beek stonden vroeger twee watermolens, de nog bestaande (onderste) Molen van Hulsen en de afgebroken Bovenste Molen van Hulsen.
Dorpen: Bunde · Geulle · Geulle aan de Maas · Meerssen · Moorveld · Rothem · Ulestraten

Buurtschappen en gehuchten: Broekhoven · Brommelen · Genzon · Groot Berghem · Hulsen · Humcoven · Hussenberg · Kasen · Klein Berghem · Oostbroek · Raar · Schietecoven · Snijdersberg · Stommeveld · Vliek · Voulwames · Waterval · Weert · Westbroek

Limburg: Steden en dorpen      Nederland: Provincies · Gemeenten